# 目黒区立緑ヶ丘小学校
目黒区立緑ヶ丘小学校（めぐろくりつみどりがおかしょうがっこう）は東京都目黒区にある公立小学校。2021年4月時点の児童数は239人。

## 沿革
- 1937年（昭和12年）
  - 4月26日 - 緑ヶ丘尋常小学校として開校。
  - 11月1日 - 西校舎完成（教室10）。
- 1941年（昭和16年）4月1日 - 国民学校令により、東京市緑ヶ丘国民学校と改称。
- 1942年（昭和17年）5月1日 - 東校舎完成（教室6）。
- 1943年（昭和18年）7月1日 - 東京府と東京市が統合した東京都制施行により、東京都緑ヶ丘国民学校と改称。
- 1947年（昭和22年）4月1日 - 学制改革により、東京都目黒区立緑ヶ丘小学校と改称。
- 1948年（昭和23年）12月5日 - PTA創立。
- 1951年（昭和26年）
  - 3月15日 - 南校舎完成（教室6）。
  - 3月31日 - 東側校地購入（975坪）。
- 1958年（昭和33年）3月15日 - 屋内運動場兼講堂完成。
- 1959年（昭和34年）12月14日 - 給食調理場改築完成。
- 1964年（昭和39年）5月22日 - 北側鉄筋校舎（普3・特3）完成。
- 1965年（昭和40年）7月16日 - プール完成
- 1968年（昭和43年）4月1日 - 目黒区立みどりがおか幼稚園併設。
- 1971年（昭和46年）2月24日 - 北側鉄筋校舎完成（普3・特3・給食調理室）。
- 1972年（昭和47年）3月3日 - 南側鉄筋校舎完成（普9・校長室・職員室・放送室）。
- 1977年（昭和52年）10月3日 - 改築工事完成（普3・特4）。
- 1983年（昭和58年）11月12日 - アスレチック設置。
- 1987年（昭和62年）
  - 4月14日 - 体育館及び室内プール完成。
  - 10月31日 - 開校50周年記念式典挙行。
- 1993年（平成5年）8月31日 - 和室完成。
- 1997年（平成9年）8月7日 - 船越徹設計によるオープンスペースを採用した3代目校舎[2]完成し、落成式挙行。
- 2000年（平成12年）8月31日 - 校庭散水施設完成。
- 2001年（平成13年）
  - 1月31日 - 多目的室に間仕切り完成。
  - 8月31日 - メディアスペースにパソコン20台設置。
- 2013年（平成25年）1月8日 - メディアスペースにノートパソコン40台設置。
- 2020年（令和2年）7月27日 - 室内エアコン全面改修工事。
- 2021年（令和3年）
  - 5月27日 - 開校85周年記念集会開催。
  - 7月21日 - 校舎・体育館照明をLEDへ改修。

## 所在地
東京都目黒区緑が丘二丁目13番1号。
- 自由が丘駅、緑が丘駅から共に徒歩10分。
- 学区は、緑が丘、自由が丘1丁目、2丁目、3丁目の一部
- 目黒区内他地域（大岡山等）や、世田谷区奥沢等からの越境入学も見られる。

## 教育目標
「心身ともに健康で生命を大切にする子」
- 思いやりのあるやさしい子
- よく考えて実行する子
- 元気でたくましい子
- ねばり強くやさしい子

## 基本方針
- 心のふれあいを重視し、人間としての豊かさを身につけさせる。
- 基礎基本の定着、問題解決能力の育成、読書活動の充実を図る。
- TT・少人数指導の充実、個に応じた指導の充実を図る。
- 畑・ビオトープ、農業体験等、自然や人や環境との意欲的なかかわりを推進する。
- 特別支援教育委員会「心の学び委員会」を推進する。
- 重点研究を充実させ、教員一人一人の資質、能力を育成する。
- 学校・保護者・地域が一体になった開かれた学校づくりを推進する。

## 学校生活
- 角田市立北郷小学校との交流があり5年生時に農業体験学習が行われる。
- 全学年がそれぞれの畑を持ち、総合的な学習の時間でジャガイモ、枝豆、ナス、ミニトマト、トマト、キュウリ、花などを育てている。
- 温水プールが屋内に設置されており、一般公開もされている。
- 紅梅が学校のシンボルとなっており、校歌の冒頭にも出てくる。
- 校章は、学校名である「綠ヶ丘」に松の葉をあしらったものになっている。

## 近隣施設
- 目黒区立緑ヶ丘図書館
- 目黒区立みどりがおか幼稚園
- 目黒緑が丘郵便局
- 目黒区立第十一中学校 - 緑ヶ丘小学校、中根小学校の卒業生の大半が通う中学校。

## アクセス
- 東急バス「多摩01」系統で、「緑が丘交番前」バス停から、徒歩約430m・約7分。
- 東急電鉄大井町線緑が丘駅から、徒歩約825m・約13分。
- 東急電鉄東横線・大井町線自由が丘駅から、徒歩約680m・約11分。

## 主な卒業生
- 古賀英三郎 - 一橋大学教授、1941年卒業
- 舘野泉 - ピアニスト、1948年度卒業
- 大谷昭宏 - ジャーナリスト、1957年度卒業

## その他
- 目黒区が実施している隣接小学校希望入学制度による児童の募集はここ数年実施していない。 目黒区教育委員会HP